# Алекто (митологија)
Алекто (грч. Ἀληκτώ) је у грчкој митологији једна од фурија.

## Етимологија
Њено име је настало из речи alektos, што значи „непрекидан“ и тумачи се као „бес који никада не престаје“.

## Митологија
За њу се приповедало да ствара тугу, да је заправо дух кога забављају рат и свађе. Она је била у стању да завади два брата или да унесе мржњу у породицу. У римском предању се помиње када је кћерка краља Латина и Амате, Лавинија, уместо Турну, припала Тројанцу Енеји. Богиња Јунона, која је мрзела Тројанце, послала је Алекто да се појави Турну у сну и у његово срце усади жељу за осветом.